# Howick Falls
Howick Falls (zulu kwaNogqaza, „der Große“ oder „Ort des Großen“) ist ein Wasserfall des Mngeni River bei Howick in der südafrikanischen Provinz KwaZulu-Natal. Er ist 119 Meter hoch. Der Name kommt von der Stadt. Diese wurde nach dem Kolonialminister in London, Earl Grey, benannt, der damals kurz zuvor den Titel Lord Howick erlangte.

## Tourismus
Der Howick Falls gehört zu den wichtigsten Touristenattraktionen der Midlands. Der Zugang zum Wasserfall ist einfach. Es gibt einen Aussichtspunkt mit einem Rastplatz. In der Umgebung gibt es einige Wanderwege, die um das Becken des Wasserfalls und entlang des Mngeni verlaufen. Der Mngeni fließt nach dem Wasserfall durch ein Tal, in dem das Umgeni Valley Nature Reserve liegt. Neben über 250 verschiedenen Vogelarten beherbergt der Naturpark auch Zebras, Giraffen und verschiedene Antilopenarten.

## Mythologische Bedeutung
Für viele Zulu ist der Howick Fall ein gefährlicher und magischer Ort. Im Becken sollen böse Geister wohnen und ein Inkanyamba, eine riesige schlangenähnliche Kreatur. Die Zulu kommen hierher zum Beten oder Opfern. Nur der Sangoma darf sich dem Becken nähern. Alle anderen sollen Gefahr laufen, vom Inkanyamba gefressen zu werden.